# شارل منیه
شارل منیه (انگلیسی: Charles Meunier; ۱۸ ژوئن ۱۹۰۳ – ۱۷ فوریهٔ ۱۹۷۱) دوچرخه‌سوار اهل بلژیک بود.